# Algemene Bond van Ambtenaren

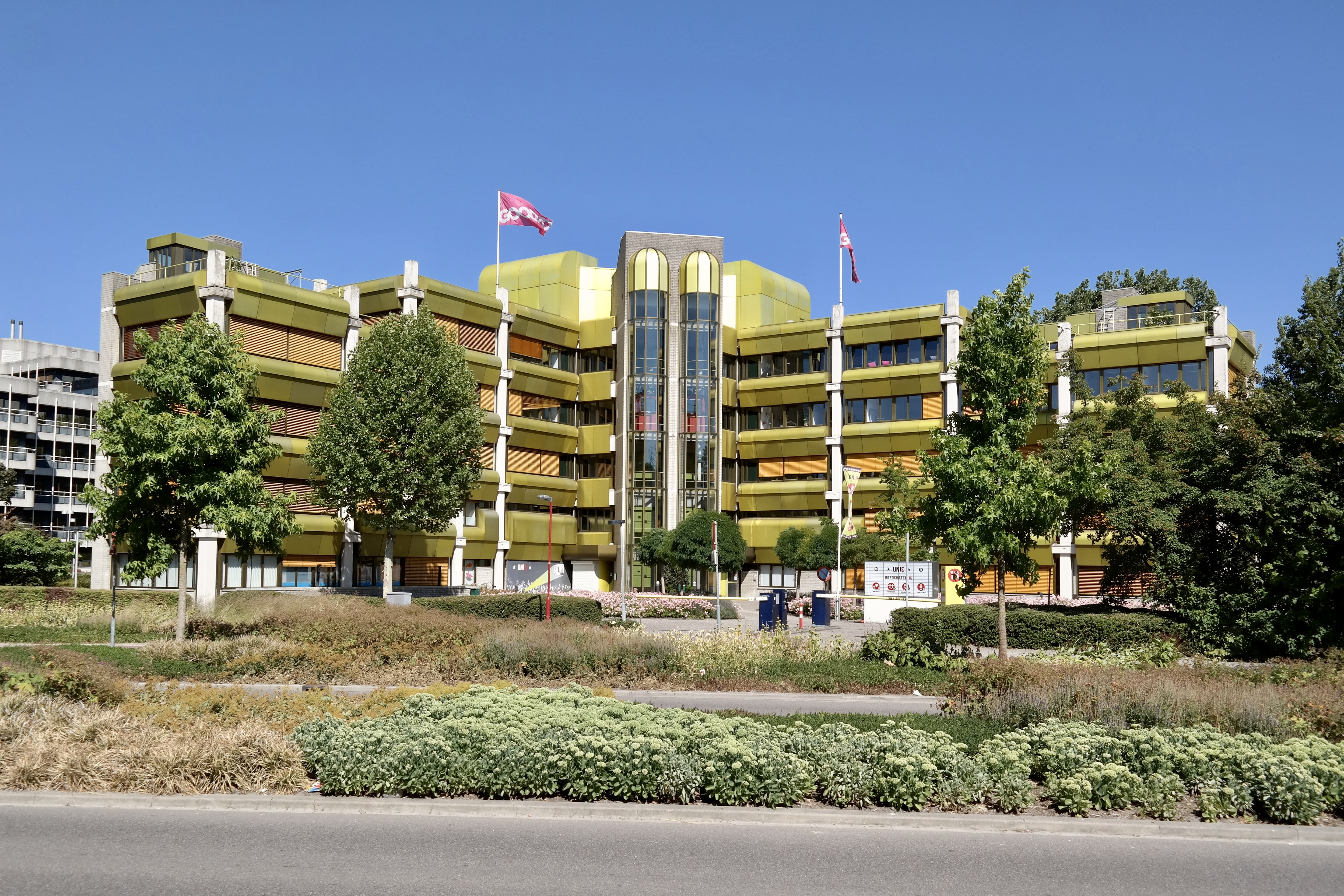
Het voormalig ABVA-hoofdkantoor in Zoetermeer

De Algemene Bond van Ambtenaren (ABVA)  was van 1947 tot 1982 in Nederland de vakbond van ambtenaren, aangesloten bij het Nederlands Verbond van Vakverenigingen (NVV), later de Federatie Nederlandse Vakbeweging (FNV).
De ABVA ontstond in 1947 uit een fusie van de Nederlandse Bond van Personeel in Overheidsdienst (ontstaan in 1920) en de Nederlandse Ambtenaarsbond (opgericht in 1919). Deze bonden waren beide aangesloten bij het NVV.
In 1982 is de ABVA gefuseerd met de Katholieke Bond van Overheidspersoneel (KABO), die na de fusie van NVV en Nederlands Katholiek Vakverbond (NKV) ook bij de FNV was aangesloten. De naam werd toen ABVA-KABO.
De voorzitters van de ABVA waren:
- 1947-1949: Nico Vijlbrief
- 1949-1958: Jaap Blom
- 1958-1970: Arie van Rossen
- 1970-1974: J. Hoogerwerf
- 1974-1976: Jaap van Dijck
- 1976-1982: J. Dutman
- 1982-1990: Jaap van de Scheur